# James Masilamony Arul Das
James Masilamony Arul Das (ur. 14 stycznia 1930, zm. 30 sierpnia 2004) – indyjski duchowny katolicki, arcybiskup Madrasu i Myliaporu.
Przyjął święcenia kapłańskie 20 grudnia 1955; 21 grudnia 1973 mianowany biskupem Ootacamund, konsekracji dokonał 20 lutego 1974 arcybiskup Changanacherry Antony Padiyara (przyszły kardynał). 11 maja 1994 promowany na arcybiskupa Madrasu i Myliaporu.